# Tridax rosea
Tridax rosea là một loài thực vật có hoa trong họ Cúc. Loài này được Sch.Bip. ex B.L.Rob. & Greenm. miêu tả khoa học đầu tiên năm 1896.